# ولايات ميكرونيسيا المتحدة
ولايات ميكرونيزيا الموحدة (بالإنجليزية: Micronesia)(/ˌmaɪkroʊˈniːʒə/، بالاختصار FSM)، أو ببساطة ميكرونيزيا، هي دولة جزرية تقع في منطقة ميكرونيزيا ضمن أوقيانوسيا. يضم الاتحاد غالبية جزر كارولين (باستثناء بالاو) وتتألف من أربع ولايات تمتد من الغرب إلى الشرق: ياب، تشوك، بونبئي، وكوسراي، تمتد هذه الولايات عبر المحيط الهادئ الغربي شمال خط الاستواء لمسافة طولية تقارب 2700 كيلومتر (1700 ميل). تضم هذه الولايات حوالي 607 جزيرة بمساحة أرضية إجمالية تبلغ نحو 702 كيلومتر مربع (271 ميل مربع).
تقع الدولة الجزرية بالكامل في شمال المحيط الهادئ، شمال شرق إندونيسيا وبابوا غينيا الجديدة، جنوب غوام وجزر ماريانا، غرب ناورو وجزر مارشال، شرق بالاو والفلبين، على بعد نحو 2900 كيلومتر (1800 ميل) شمال شرق شرق أستراليا، و3400 كيلومتر (2100 ميل) جنوب شرق اليابان، وحوالي 4000 كيلومتر (2485 ميل) جنوب غرب هونولولو في جزر هاواي.
رغم صغر مساحة أراضيها، إلا أن مياهها تغطي ما يقرب من 3 ملايين كيلومتر مربع (1.2 مليون ميل مربع) من المحيط الهادئ، مما يمنح البلاد المرتبة الرابعة عشرة بين الدول التي تمتلك أكبر منطقة اقتصادية خالصة في العالم. عاصمة البلاد هي باليكير في جزيرة بونبئي، وأكبر مدنها هي وينو، وهي بلدية جزرية تقع في بحيرة تشوك.
تركز كل من الولايات الأربع على جزيرة بركانية رئيسية أو أكثر، وجميعها عدا كوسراي تشمل العديد من الجزر المرجانية الصغيرة المحيطة. تنتشر ميكرونيزيا عبر جزء من جزر كارولين ضمن منطقة ميكرونيزيا الأوسع، والتي تضم آلاف الجزر الصغيرة موزعة بين عدة دول. ويُستخدم مصطلح "ميكرونيزيا" أحيانًا للإشارة إلى الولايات المتحدة لميكرونيزيا أو إلى المنطقة بأكملها.
كانت ميكرونيزيا جزءًا من إقليم الثقة لجزر المحيط الهادئ، وهو إقليم تابع للأمم المتحدة كانت الولايات المتحدة تديره من 1947 إلى 1994. في 10 مايو 1979، صادقت الجزر على حكومة دستورية، ثم أصبحت دولة ذات سيادة بعد حصولها على الاستقلال في 3 نوفمبر 1986، بموجب اتفاقية رابطة حرة مع الولايات المتحدة. كما شكلت كيانات جزرية مجاورة أخرى (كانت أيضًا أعضاء سابقين في  إقليم الثقة لجزر المحيط الهادئ) حكومات دستورية، وأصبحت جمهورية جزر مارشال وجمهورية بالاو. تتمتع ميكرونيزيا بمقعد في الأمم المتحدة وعضوية في مجتمع المحيط الهادئ منذ عام 1983.

## التاريخ
عاش أسلاف الميكرونيون إلى أربعة آلاف سنة مضت. وقام بها النظام اللامركزي القائم على نظام الزعامة وتطورت إلى إمبراطورية أكثر تمركزاً في الاقتصاد والدين وتتركز في ياب يحتوي إقليم نان مادول على مجموعة جزر اصطناعية صغيرة مرتبطة بشبكة من القنوات، ويسمى الإقليم غالباً بـ فينيزيا المحيط الهادئ. يقع الإقليم بالقرب من جزيرة بوهنباي. اعتادت نان مادول أن تكون مقر الاحتفالات والسياسات لسلالة سادلوير الذين كانوا يقدرون ب 25,000 نسمة من 500 قبل الميلاد إلى 1500 -عندما انهار النظام المركزي
كان المكتشفين الأوروبيين - خاصة البرتغاليين - أول من كانوا يبحثوا عن أجزاء إندونيسيا. وعندها وصل الإسبان إلى جزر الكارولين، وأقاموا بها السيادة الإسبانية. قامت إسبانيا ببيع جزر الكارولين إلى ألمانيا في عام 1899، ثم استعمرتها اليابان عام 1914, ثم لاحقاً بالولايات المتحدة أثناء الحرب العالمية الثانية وأديرت بالولايات المتحدة تحت رعاية الأمم المتحدة في عام 1947 كجزء من إقليم الوصاية من جزر المحيط الهادي.
أثناء الحرب العالمية الثانية, تمركز الأسطول الياباني في بحيرة تشوك. في فبراير 1944,حدثت معركة أوبريشين هيلستون، واحدة من أهم المعارك البحرية والتي حدثت في بحيرة لاجون. تدمّر العديد من سفن الدعم الياباني والطائرات. وفي 10 مايو 1979، قامت أربعة من الإقليم الخاضع للوصاية بتوقيع على دستور جديد لتصبح ولايات ميكرونيسيا الموحدة. اختار كلاً من بالاو، جزر مارشال، جزر ماريانا الشمالية ألا يشاركوا بتلك الولايات. ووقعت ولايات ميكرونيسيا الموحّدة لاتفاق الارتباط الحر مع الولايات المتحدة الأمريكية، والذي دخل الاتفاق في حيز التنفيذ في 3 نوفمبر 1986، جعلها تخرج من الوصاية إلى الفيدرالية. وقد تم تجديد الاتفاق في عام 2004.

## جغرافيا
تتكون ولايات مايكرونيسيا الموحدة من 607 جزيرة تمتد على حوالي 2,900 كم عبر أرخبيل جزر كارولين شرق الفلبين. وتتقسم إلى أربع مجموعات وهي ياب، تشوك (وكانت تسمى تروك حتى يناير 1990)، بوهنباي (وكانت تسمى بوناب حتى نوفمبر 1984) وكوسراي (سابقاً كوساي). هؤلاء الاربعة ولايات يمثلون بنجمة بيضاء في الشعار الوطني. تعتبر العاصمة لولايات ميكرونيسيا الموحدة هي باليكير، من بوهنباي اللغات الرسمية السبعة للدولة هم : الإنجليزية، اليوليزية. الوليزية، اليابيسي، البوهنباهية، الكوسريان، شوكيسي.

## السكان
يتألف سكان ميكرونيسيا المتحدة من المجموعات العرقية للغوية مختلفة هي البوهنبيايان واليابيز وأقلية من أصل ياباني بسبب استعمار اليابان لها كما يتزايد عدد السكان من الأميركيين والأوروبيين والأستراليين، والصينين والفلبينيين منذ 1990 الإنكليزية هي لغة الحكومة هناك والتعليم العالي والتعليم الثانوي ينتشر داخل المدن الكبرى.

## الأديان
تنتشر الطوائف المسيحية هناك منها البروتستانت والكنيسة الكاثوليكية وتنتشر جماعات التبشر القادمة من الولايات المتحدة في البلاد كما أن طائفة البروتستانت هي الأكثر في جزيرة كوسراي ونسبتها تقارب 95 في مئة وهناك جماعات دينية صغيرة وتشمل الآتي المعمدانيين، جمعيات الله، جيش الخلاص، السبتيين، وشهود يهوه، وكنيسة يسوع المسيح لقديسي اليوم (المورمون)، والديانة البهائية ومسلمين وينص الدستور البلد على حرية الدين، وتحترم الحكومة عموما هذا الحق في الممارسة وأن الحكومة الأمريكية لم تتلق تقارير عن انتهاكات مجتمعية أو تمييز على أساس المعتقد الديني أو الممارسة.

## النقل والمواصلات

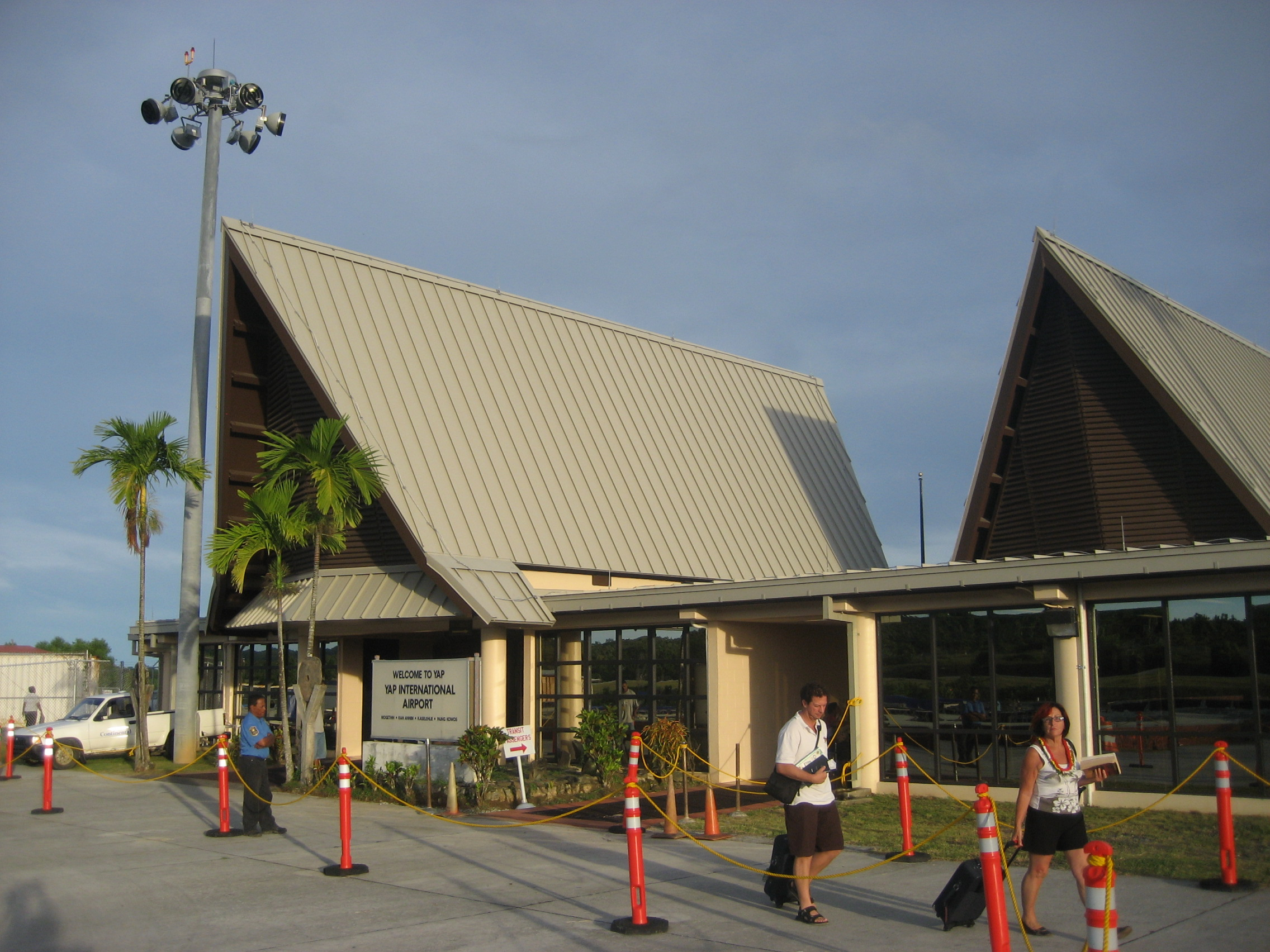
صورة لمطار ياب الدولي

يخدم الولايات أربع مطارات دولية لكل ولاية مطار دولي.
- مطار تشوك الدولي (إياتا: TKK، إيكاو: PTKK)
- مطار كوسراي الدولي (إياتا: KSA، إيكاو: PTSA)
- مطار بوهنباي الدولي (إياتا: PNI، إيكاو: PTKK)
- مطار ياب الدولي (إياتا: YAP، إيكاو: PTYA)

## التقسيم الإداري

### الولايات
التقسيم الإداري في ولايات ميكرونيسيا المتحدة في المستوى الأول هو الولايات. وهي أربع ولايات. وفي المستوى الثاني 72 بلدية وخمس مدن بالإضافة إلى العاصمة باليكير.

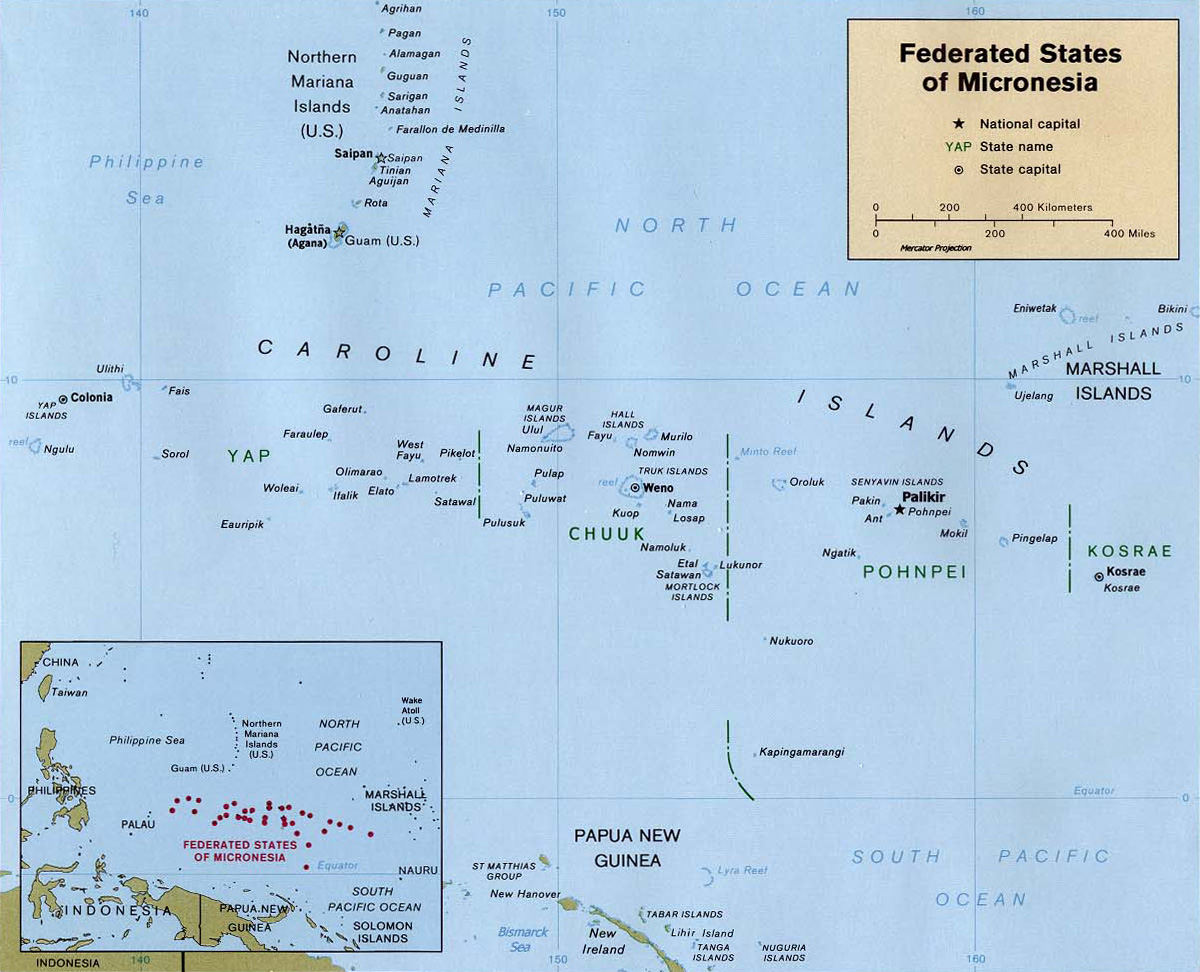
خريطة ولايات ميكرونيسيا المتحدة

الولايات الاربع في الاتحاد هي :
| العلم | الولاية | العاصمة         | الحاكم الحالي    | الارض | الارض | السكان | كثافة السكان | كثافة السكان |
| العلم | الولاية | العاصمة         | الحاكم الحالي    | كم²   | ميل²  | السكان | كم²          | ميل²         |
| ----- | ------- | --------------- | ---------------- | ----- | ----- | ------ | ------------ | ------------ |
|       | تشوك    | فينو            | ويسلي سمينا      | 127   | 49.2  | 54,595 | 420          | 1088         |
|       | كوسراي  | توفول           | ليندون جاكسون    | 110   | 42.6  | 9,686  | 66           | 170          |
|       | بوهنباي | كولونيا بوهنباي | جون اهسا         | 345   | 133.2 | 34,685 | 98           | 255          |
|       | ياب     | كولونيا ياب     | سيباستيان انيفال | 118   | 45.6  | 16,436 | 94           | 243          |

### المدن
- كولونيا، ياب
- كولونيا
- ليلو
- باليكير
- وينو
- تول

### البلديات
- دوبلون
- إيوت
- إيتال
- فالا بيجويتس
- فانانو
- فيفان
- جزيرة كوتو
- لوساب
- لوكونور
- ماجور
- موتش
- موين
- موريلو
- ناما
- نامولوك
- نوموين
- أوناري
- أونيوب
- أونو
- بارام
- بيس-لوساب
- بيساراس
- بولاب
- بولوسوك
- بولووات
- رومانوم
- روو
- ساتاوان
- طا
- تاماتام
- أول (جزيرة)
- تسيس
- أودوت
- أولول
- أومان

#### ولاية كوسراي
- ليلو
- مالم
- تافونساك
- بلدية أوتو
- ولاونج

#### بوهنباي
- كابينجامرنجي
- بلدية كيتي
- جزيرة كولونيا
- مادولينهو
- موكيل
- جزيرة نيت
- نجاتيك
- نكورو
- ورولوك
- بينجلاب
- سوكيس
- جزيرة أوة

#### ياب
- داليببناو
- إيواريبيك
- إيلاتو
- فايس
- دوبلون
- فاراوليب
- جزيرة جافيروت
- جاجيل
- جلمان
- إفاليك
- كانيفاي
- لاموتريك
- جزيرة ماب
- نجولو
- بايكلوت
- رول
- رومونوج
- ساتاوال
- سورول
- طوميل
- أوليزي
- ويلوي
- وولاي

## الاقتصاد

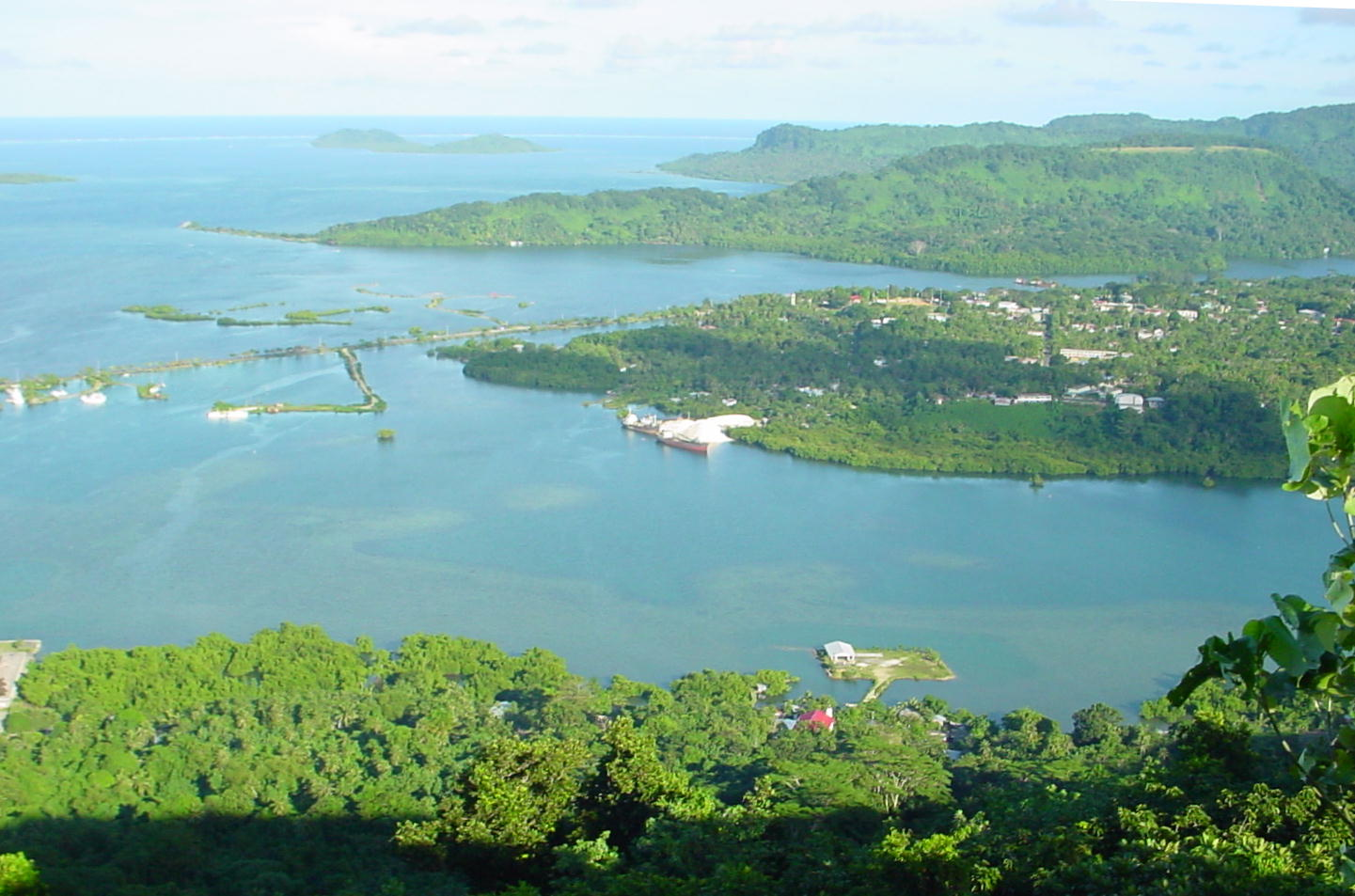
قرية كولونيا من مكان مرتفع في بوهنباي

يعتمد النشاط الاقتصادي في ولايات ميكرونيسيا على الزراعة وصيد الأسماك. تمتلك الجزر المتحدة القليل من الرواسب المعدنية. باستثناء الفوسفات عالي الجودة. يحتوي الخط الطويل لمنطقة صيد التونا على العديد من السفن الأجنبية التي تعمل في الصين منذ التسعينيات. كما توجد احتمالية وجود صناعة سياحية، ولكن بُعد الموقع جغرافياً وعدم وجود مرافق كافية تعوق التنمية السياحية. والدخل الرئيسي لولايات ميكرونيسيا هي المساعدة المالية التي تقدمها الولايات المتحدة الأمريكية عندما تعهدت بإنفاق 1.3 مليار دولار ما بين عامي 1986-2001 للجزر لفك العزلة الجغرافية وضعف البنية التحتية حتى تساعدها على تخطي العقبات الرئيسية أمام النمو على المدى الطويل .

### الزراعة - أهم المنتجات
من أهم المنتجات الزراعية في ميكرونيزيا: الفلفل الأسمر، والفواكه الاستوائية، والخضراوات، وجوز الهند، والموز، والكاسافا، والساكاو، وبذرة الفوفل، والبطاطا؛ إضافة إلى الخنازير، والدواجن، والأسماك، وموالح كوسراين.

### الصناعات
من أهم الصناعات في ميكرونيزيا: السياحة، والإنشاءات، وتعليب الأسماك، والمشغولات اليدوية من الخشب، واللؤلؤ، والقواقع.